# Curtis Stigers
Curtis Stigers (født 18. oktober 1965 i Boise, Idaho, USA) er en amerikansk jazz vokalist, saxofonist, guitarist og sangskriver. 
Stigers begyndte sin musik karriere som teenager ved at spille med i jazz-, rock- og blues-grupper og ved at modtage undervisning i klarinet og saxofon på high school i Boise. Han fik meget af sin inspiration og engagement fra jamsessions anført af Gene Harris på Idanha Hotel. Hans sang "Swingin' Down at Tenth and Main" er en hyldest til tiden sammen med Harris. Efter high school flyttede han til New York, hvor han spillede og sang i en jazztrio. Senere har han optrådt sammen med bl.a. Gene Harris, Elton John, Eric Clapton, Prince, Bonnie Raitt, Rod Stewart, The Allman Brothers Band and Joe Cocker. Curtis Stigers har de senere år været en hyppig gæst i Danmark, hvor han oftest spiller for fulde huse i bl.a. Copenhagen Jazzhouse.
I 2017 indspillede Stigers og Danmarks Radios Big Band sin egen version af koncerten på Sands Hotel and Casino i Las Vegas, da Frank Sinatra mødte Count Basie Orchestra.[kilde mangler]

## Diskografi
- Curtis Stigers (Arista, 1992)
- Time Was (Arista, 1995)
- Brighter Days (1999) (Columbia. 1999)
- All That Matters, The Best Of Curtis Stigers (BMG/Camden, 2001)
- Baby Plays Around (Concord, 2001)
- Secret Heart (Concord, 2002)
- You Inspire Me (Concord, 2003)
- I Think It's Going to Rain Today (Concord, 2005)
- Real Emotional (Universal, 2007)
- Let's Go Out Tonight (Concord, 2012)
- Hooray for Love (Concord, 2014)
- One More For The Road (Concord, 2017)
- Gentleman (EmArcy,2020)
- This Life ( Pandemic Poodle Records,2022)